# Melitaea rubrofasciata
Melitaea rubrofasciata är en fjärilsart som beskrevs av Gusic 1922. Melitaea rubrofasciata ingår i släktet Melitaea och familjen praktfjärilar. Inga underarter finns listade i Catalogue of Life.